# Club Voleibol Barcelona 2014-2015 (femminile)
Questa voce raccoglie le informazioni riguardanti il Club Voleibol Barcelona nelle competizioni ufficiali della stagione 2014-2015.

## Organigramma societario
Area direttiva
- Presidente: Georgina Tomás

Area tecnica
- Allenatore: Xavier Perales
- Allenatore in seconda: Adrian Fiorenza

## Rosa
| N° | Nome                 | Ruolo | Data di nascita  | Nazionalità sportiva |
| -- | -------------------- | ----- | ---------------- | -------------------- |
| 1  | Anna Newsome         | P     | 31 luglio 1997   | Spagna               |
| 2  | Nerea Sánchez        | S/O   | 2 giugno 1987    | Spagna               |
| 3  | Clara Carbonell      | S     | 18 luglio 1996   | Spagna               |
| 4  | Maria Antonia Gomila | L     | 20 dicembre 1996 | Spagna               |
| 5  | Mónica Vázquez       | P     | -                | Spagna               |
| 7  | Camila Maldonado     | C     | 5 marzo 1994     | Argentina            |
| 8  | Andrea Iriondo       | S     | 30 gennaio 1994  | Spagna               |
| 9  | Mireia Carmona       | P     | 17 dicembre 1990 | Spagna               |
| 10 | Laura Carmona        | L     | 12 maggio 1998   | Spagna               |
| 11 | Sara Esteban         | S     | 11 febbraio 1993 | Spagna               |
| 12 | Sofía Muller         | S     | 23 aprile 1992   | Spagna               |
| 13 | Mabel Caro           | C     | 13 marzo 1991    | Spagna               |
| 14 | Laura Reñé           | S     | 1º luglio 1997   | Spagna               |
| 15 | Nayaret Gil          | S     | 25 dicembre 1995 | Spagna               |
| 16 | Mireia Orozco        | S     | 9 giugno 1993    | Spagna               |
| 17 | Micaela Mamone       | C     | 24 luglio 1997   | Spagna               |
| 18 | Eleonora Guzzi       | C     | 16 giugno 1994   | Italia               |